# Limia miragoanensis
Limia miragoanensis är en fiskart som beskrevs av Rivas, 1980. Limia miragoanensis ingår i släktet Limia och familjen Poeciliidae. Inga underarter finns listade i Catalogue of Life.